# Coronariopatias
Coronariopatias são doenças provocadas por lesões das artérias coronárias, que determinam isquemia do miocárdio. 
A necessidade em oxigénio das células do músculo cardíaco é maior que o aporte sanguíneo.